# Municipio de Elk Creek (Misuri)
El municipio de Elk Creek (en inglés: Elk Creek Township) es un municipio ubicado en el condado de Wright en el estado estadounidense de Misuri. En el año 2010 tenía una población de 370 habitantes y una densidad poblacional de 2,66 personas por km².

## Geografía
El municipio de Elk Creek se encuentra ubicado en las coordenadas 37°25′15″N 92°27′58″O / 37.42083, -92.46611. Según la Oficina del Censo de los Estados Unidos, el municipio tiene una superficie total de 139.13 km², de la cual 138,92 km² corresponden a tierra firme y (0,15 %) 0,21 km² es agua.

## Demografía
Según el censo de 2010, había 370 personas residiendo en el municipio de Elk Creek. La densidad de población era de 2,66 hab./km². De los 370 habitantes, el municipio de Elk Creek estaba compuesto por el 99,46 % blancos, el 0,27 % eran amerindios y el 0,27 % eran de una mezcla de razas. Del total de la población el 1,08 % eran hispanos o latinos de cualquier raza.